# (36221) 1999 TS244
(36221) 1999 TS244 est un objet de la ceinture principale d'astéroïdes extérieure découvert en 1999.

## Description
(36221) 1999 TS244 a été découvert le 7 octobre 1999 à la Station Catalina, un observatoire astronomique situé dans les Monts Santa Catalina à environ 29 kilomètres au nord-est de Tucson dans l'Arizona, par le projet Catalina Sky Survey.

### Caractéristiques orbitales
L'orbite de cet astéroïde est caractérisée par un demi-grand axe de 3,23 ua, un périhélie de 3,01 ua, une excentricité de 0,07 et une inclinaison de 5,05° par rapport à l'écliptique. Du fait de ces caractéristiques, à savoir un demi-grand axe entre 3,2 et 4,6 ua, il est classé, selon la JPL Small-Body Database, comme objet de la ceinture principale d'astéroïdes extérieure.

### Caractéristiques physiques
(36221) 1999 TS244 a une magnitude absolue (H) de 13,7 et un albédo estimé à 0,070.